# Premi Niépce
El Premi Niépce (Prix Niépce) és un guardó anual de fotografia, atorgat des de 1955 per l'associació "Gens d'images", que «recompensa cada any l'obra d'un o una fotògrafa professional resident a França des de fa més de 3 anys, i menor de 50 anys l'1 de gener de l'any del concurs.» La mateixa associació, fundada per Albert Plécy, atorga també el Premi Nadar.
El premi està recolzat per la Biblioteca Nacional de França, que és soci institucional històric, i, des de 2011, també pel grup audiovisual MK2; aquesta empresa va ser fundada el 1974, i és dirigida per Marin Karmitz, que és propietari d'una important col·lecció de fotografies, i que ha manifestat voler donar el seu suport a Gens d'imatges i al premi Niépce.
L'any 1990 el Museu d'Art Contemporani de Dunkerque va presentar una exposició retrospectiva dels premis Niépce. En el marc del «mes de la Foto» 2010, la galeria de Montparnasse (1955-1982) i el Museu de Montparnasse (1983-2010) van presentar l'exposició «55 anys de fotografia a través del premi Niépce 1955-2010».

## Llista de premiats
| - 1955: Jean Dieuzaide - 1956: Robert Doisneau - 1957: Denis Brihat - 1958: René Basset - 1959: Jeanloup Sieff - 1960: Léon Herschtritt - 1961: Jean-Dominique Lajoux - 1962: Jean-Louis Swiners - 1963: Jean Suquet - 1964: Jean Garet - 1965: Thierry Davoust - 1966: Marc Garanger - 1967: Pierre Berdoy i Dorine Berdoy - 1968: Claude Sauvageot - 1969: Jean-Pierre Ducatez - 1970: Serge Chirol i Claude-Raimond Dityvon - 1971: Jean-Luc Tartarin - 1972: Pierre Le Gall i Guillaume Lieury - 1973: Albert Visage - 1974: Pierre Michaud - 1975: Jean-Louis Nou - 1976: Eddie Kuligowski, Claude Nuridsany i Marie Pérennou - 1977: Roland Laboye - 1978: Alain Chartier - 1979: Françoise Saur - 1980: Gilles Kervella - 1981: Frédéric Brenner i Jacques Bondon - 1982: (desert) - 1983: Pascal Dolémieux - 1984: Thierry Girard | - 1985: Hervé Rabot - 1986: Jean-Marc Zaorski - 1987: Agnès Bonnot - 1988: Keïchi Tahara - 1989: Gladys i Patrick Zachmann - 1990: Hugues de Wurstemberger - 1991: Jean-Louis Courtinat - 1992: Luc Choquer - 1993: Jean-Claude Coutausse - 1994: Xavier Lambours - 1995: Marie-Paule Nègre - 1996: Lise Sarfati - 1997: Patrick Tosani - 1998: Florence Chevallier - 1999: Philippe Bazin - 2000: Klavdij Sluban - 2001: Antoine d'Agata - 2002: Luc Delahaye - 2003: Stéphane Couturier - 2004: Claudine Doury - 2005: Elina Brotherus - 2006: Onodera Yuki - 2007: Bertrand Meunier - 2008: Jürgen Nefzger - 2009: Stéphanie Lacombe - 2010: Jean-Christian Bourcart - 2011: Guillaume Herbaut - 2012: Denis Darzacq - 2013: Valérie Jouve |